# قمری زمینی نورفک
کبوتر زمینی نورفک (نام علمی: Pampusana norfolkensis) گونه‌ای از پرندگان خانواده کبوتران یا کبوتر بود.
این گونه بومی جزیره نورفک بود، اما به دلیل شکارچیان معرفی‌شده منقرض شد و طی چندین دهه پس از استقرار اروپاییان در پایان سدهٔ ۱۸ ناپدید شد.